# Szczaw błotny
Szczaw błotny (Rumex palustris Sm.) – gatunek rośliny z rodziny rdestowatych. Występuje w zachodniej i środkowej Europie, także w północno-zachodniej Afryce, na Kaukazie, w Azji Mniejszej i Iranie. Jako introdukowany rośnie w zachodniej i wschodniej części Ameryki Północnej oraz na Wyspach Kanaryjskich. W Polsce rozproszony na całym terytorium, częściej spotykany wzdłuż wybrzeża, doliny Wisły i Bugu oraz na ziemi lubuskiej, z kolei bardzo rzadki lub brak go zupełnie na północnym wschodzie i w Karpatach. 
Rośnie na mulistych, wilgotnych lub okresowo zalewanych brzegach wód.

## Morfologia

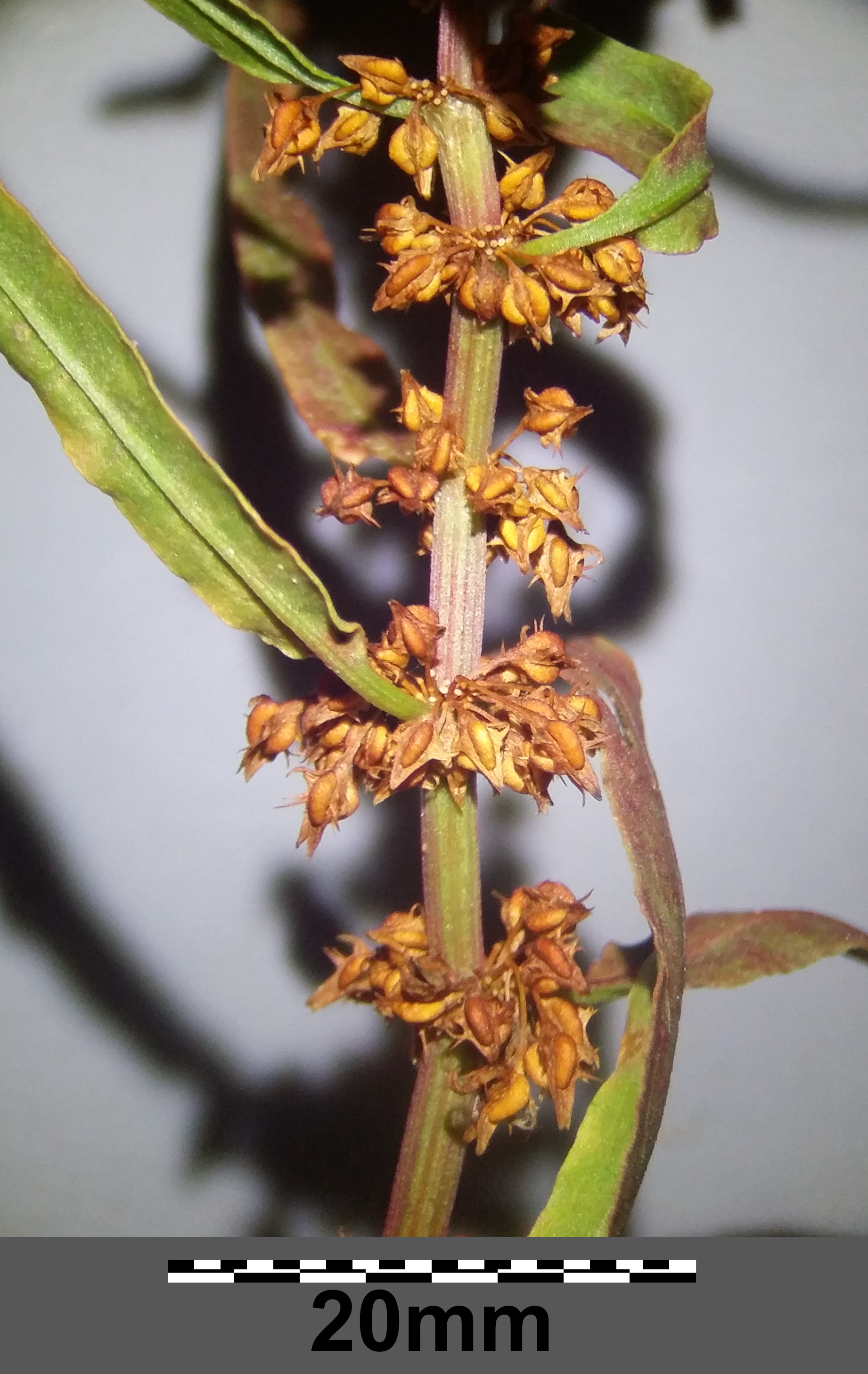
Okółki z owocami

PokrójRoślina zielna, roczna i dwuletnia, o łodydze prosto lub łukowato wzniesionej, rozgałęziającej się i osiągającej zwykle do 60, rzadziej do 100 cm wysokości. Łodyga jest w dole obła, wyżej tępokanciasta, rowkowana i żeberkowana.
LiścieWszystkie krótkoogonkowe i wąskolancetowate, przy czym wyższe są mniejsze i węższe, na szczycie niemal równowąskie. Blaszki są całobrzegie i płaskie lub drobno karbowane i kędzierzawe.
KwiatyZebrane w kwiatostan zajmujący od 1/3 do 2/3 długości pędu, na całej długości ulistniony. Przynajmniej dolne okółki kwiatów są od siebie oddalone. Kwiaty wyrastają na dość grubych i sztywnych szypułkach o długości zwykle podobnej do długości okwiatu, rzadko do dwóch razy dłuższych. Na końcu szypułki znajduje się kubeczkowata nasada kwiatu. Zewnętrzne listki okwiatu są wąskie i krótkie. Wewnętrzne listki o długości ok. 3 mm są jajowatolancetowate, na szczycie z dwoma lub trzema szczecinkowatymi ząbkami zawsze krótszymi od listka okwiatu. Podczas owocowania na wewnętrznych listkach okwiatu powstają silnie wypukłe guzki, tępe na szczycie.
OwoceDrobne, brązowe niełupki osiągające do ok. 2 mm długości, zwężające się ku szczytowi i nasadzie. Cały kwiatostan w czasie owocowania czerwonawobrunatny.
Gatunki podobneSzczaw nadmorski R. maritimus jest w czasie owocowania żółty, z kwiatostanem gęstym; ma guzki na listkach okwiatu zaostrzone na szczycie; ząbki na listkach okwiatu zwykle od nich dłuższe; szypułki cienkie. Szczaw skupiony R. conglomeratus ma listki okwiatu całobrzegie. Oba te gatunki rosną w podobnych siedliskach jak szczaw błotny.

## Mieszańce
Tworzy mieszańce ze szczawiem skupionym, kędzierzawym, żółtym i wąskolistnym.